# Jean Lionel-Pèlerin
Jean Lionel-Pèlerin, né le 18 mai 1901 et mort le 11 septembre 1954, est un homme politique français de la IVe République, maire de Nancy (1947-1953) et sénateur.

## Biographie
Fils d'un employé puis conservateur de la bibliothèque municipale de Nancy décédé en 1928, il fait ses études au lycée Henri-Poincaré puis à la faculté de médecine de cette ville. Il préside la section dentaire puis la section de médecine de l'Association générale des étudiants et l'Amicale des dentistes des armées de terre et de mer, à Nancy. Jean Lionel-Pèlerin est chirurgien-dentiste et un temps chef de travaux de prothèse dentaire à la faculté de médecine de Nancy. Il soutient sa thèse de doctorat en 1932. 
Il est élu conseiller municipal en 1935, sur la liste du maire sortant radical Camille Schmitt (centre-gauche) - la liste d'union municipale républicaine - et devient adjoint au maire. Camille Schmitt avait eu l'habileté de prendre sur sa liste des modérés comme Lionel-Pèlerin, afin de battre la liste d'union des droites, soutenue par L'Éclair de l'Est (quotidien nancéien de la Fédération républicaine), le député Désiré Ferry et le sénateur Gaston Rogé, ce qui provoque des tensions et des critiques des périodiques de droite. Lionel-Pèlerin a été un éphémère responsable de la section nancéienne de la Solidarité française et chef départemental de cette ligue d'extrême droite, jusqu'en avril 1935, mais il aurait été obligé de démissionner car il a accepté de figurer sur la liste du docteur Schmitt.
À partir d'octobre 1935, il contribue à la fondation d'une section locale de l'Alliance démocratique. Elle prend le nom de Fédération lorraine de l'Alliance démocratique en décembre. Lionel-Pèlerin est vice-président du comité. L'activité du parti est par la suite quasi inexistante cependant.
Mobilisé en 1939 comme médecin de réserve dans la marine, il sert comme lieutenant-colonel dans la 2e division légère de croiseurs, puis à l'Hôpital maritime Sainte-Anne à Toulon, où il entre en contact avec la résistance gaulliste,. 
Alors qu'il se trouve en zone libre, il est désigné conseiller municipal de Nancy par le régime de Vichy en septembre 1941, au grand dam du journal allemand qui remplace L'Est républicain, L'Echo de Nancy.
À la Libération, il est chargé de mission au cabinet de Louis Jacquinot, ministre de la marine du Gouvernement provisoire de la République française, puis médecin en chef à l'État-Major du Conseil supérieur de la marine du 20 septembre 1944 à sa démobilisation, le 20 janvier 1946. Jean Lionel-Pèlerin est nommé chevalier de la Légion d'honneur à titre militaire, pour « services exceptionnels rendus à la Résistance ». Il est promu officier le 3 mars 1951. Il reçoit en outre la médaille de la Résistance (1947) ainsi que la Croix de guerre avec citation à l'ordre de la marine,. 
Il se présente sans succès en 1945 aux élections municipales sur une liste opposée à celle de Camille Schmitt, demeuré maire sous l'Occupation. La liste sur laquelle il figure, menée par les anciens résistants Henri Teitgen et Adrien Sadoul, se retire après le premier tour.
Il fait partie en Meurthe-et-Moselle des premiers membres du parti du général de Gaulle fondé en 1947, le Rassemblement du peuple français (RPF), aux côtés de William Jacson, également médecin et résistant, délégué provisoire du mouvement, avec lequel il ne s'entend pas et qui est bientôt écarté,. Il devient le premier délégué départemental du RPF en 1947, mais il n'est pas un délégué actif et est hostile à la mise en place d'une permanence fixe. Il mène une liste gaulliste aux municipales de 1947 et est élu maire de Nancy le 26 octobre 1947, dans le contexte de la vague gaulliste qui voit la victoire de listes RPF dans de nombreuses villes. 
Il demeure en même temps membre de l'Alliance démocratique : il appartient au comité du Rassemblement des gauches républicaines de Meurthe-et-Moselle, formé en juin 1947, en tant que membre de l'Alliance démocratique, et au Comité directeur de ce parti de droite,, et il continue à prendre part à des réunions parisiennes de ce parti présidé par Pierre-Étienne Flandin. 
Il est élu au Conseil de la République le 7 novembre 1948, sur une liste gaulliste. Il est alors en conflit avec le comité départemental du RPF et avec William Jacson, qui est pourtant adjoint au maire, et constitue un comité parallèle ; le RPF de Meurthe-et-Moselle se déchire à coup d'exclusions mutuelles,. Il siège au groupe des Républicains sociaux jusqu'au 18 mai 1952 ; il n'est pas réélu à cette date, à l'instar de son colistier, Max Mathieu. Le conflit au sein du RPF de Meurthe-et-Moselle est alors toujours actif et le président en titre du comité départemental, Robert Parisot, conseiller municipal, s'est opposé à la réélection de Lionel-Pèlerin mais il est exclu du RPF.
Il a été vice-président de la commission de la défense nationale au Conseil de la République, vice-président de l'Association des maires de France et président de l'Association des sénateurs-maires de France,.
Comme maire, il tente de répondre à la pénurie de logements. Quelques ensembles HLM sont construits. 
Réélu conseiller municipal en 1953, il n'est pas réélu maire en mai au profit de son rival, Raymond Pinchard, adjoint au maire sortant et élu conseiller de la République l'année précédente, élu maire au troisième tour de scrutin et au bénéfice de l'âge,. Durant la campagne, Pinchard porte plainte en diffamation contre Lionel-Pèlerin, son épouse et sa fille, qui avaient été surprises en train d'apposer des papillons hors des panneaux électoraux.
Il meurt d'une crise cardiaque en 1954. Une place porte aujourd'hui son nom à Nancy.

## Sources
- Jean-François Colas, Les Droites nationales en Lorraine dans les années 1930 : acteurs, organisations, réseaux, Thèse de doctorat, Université de Paris X-Nanterre, 2002, 3 volumes
- Collectif, De Gaulle et le RPF 1947-1955, Paris, Armand Colin, 1998
- François Audigier, Frédéric Schwindt, Gaullisme et gaullistes dans la France de l'Est sous la IVe République, Presses universitaires de Rennes, 2009
- Site du Sénat : biographie de Lionel-Pèlerin
- Le Pays lorrain, 1954, nécrologie
- L'Est républicain, 27 octobre 1947, "Le nouveau maire de Nancy"